# 于一苏
于一苏（1957年—），上海人，汉族，中华人民共和国政治人物、全国人民代表大会安徽地区代表。
毕业于安徽农学院林学专业。担任安徽省林业科学研究院研究员。008年，担任全国人大代表。2013年，被选为全国人大代表。